# Dario Faini
Dario Faini (* 17. März 1976 in Ascoli Piceno), auch bekannt als Dario Dust, Dardust oder DRD, ist ein italienischer Musiker.

## Karriere
Als Kind lernte Faini das Klavierspiel, später wandte er sich Pop und elektronischer Musik zu. Anfang 2000 debütierte er solistisch unter dem Namen Dario Dust und gründete dann die Band Elettrodust, mit der er erfolgreich an Rockmusik-Wettbewerben teilnahm. Es folgten Auftritte als Opening Act von u. a. Elisa, Afterhours, Vasco Rossi, Planet Funk, Linea 77 sowie 2002 von Jimmy Somerville. Im Verleih von Sony veröffentlichte die Band Singles und ein Album und DJ Fargetta verhalf ihr auf Radio DeeJay zu größerer Bekanntheit.
Im Jahr 2006 wurde Faini als Songwriter von Universal Music Publishing unter Vertrag genommen. In der Folge schrieb er Lieder für eine Vielzahl erfolgreicher italienischer Sänger, darunter Irene Grandi, Alessandra Amoroso, Emma Marrone, Annalisa, Francesco Renga, Chiara, Marco Mengoni, Noemi, Giusy Ferreri und Cristiano De André. Seit 2012 war er damit häufig im Sanremo-Festival als Autor vertreten. 2014 erreichte mit Magnifico, interpretiert von Fedez und Francesca Michielin, erstmals ein von Faini mitgeschriebenes Lied die Spitze der italienischen Charts. Im selben Jahr gründete Faini auch das neoklassisch-elektronische Musikprojekt Dardust, mit der Intention, minimalistische Klaviermusik mit nordeuropäischer elektronischer Musik zu verbinden.
2016 und 2017 erreichten weitere Lieder mit Fainis Beteiligung die Chartspitze: Assenzio (J-Ax & Fedez feat. Stash & Levante) bzw. Riccione (Thegiornalisti). Beim Sanremo-Festival 2019 trat der Musiker erstmals als Dirigent in Erscheinung, außerdem konnte Mahmood den Wettbewerb mit dem von Faini mitgeschriebenen Lied Soldi gewinnen.

## Diskografie
Singles
- 2019: Visti dall’alto (mit Rkomi)

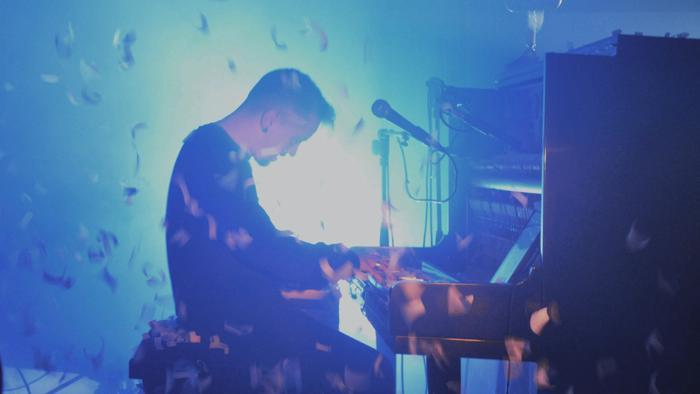
Faini am Klavier (2015)

- 2019: Calipso (mit Charlie Charles feat. Sfera Ebbasta, Mahmood & Fabri Fibra)
- 2020: Eden (mit Rancore)
- 2020: Defuera (DRD, Ghali, Marracash feat. Madame)
- 2021: Sopra le canzoni (mit Rkomi)
- 2022: Golden Nights (Sophie and the Giants feat. Benny Benassi, Dardust & Astral)

## Belege
1. ↑  Chartquellen: IT
2. ↑  Auszeichnungen für Musikverkäufe: IT
3. ↑  Chi è Dardust Dario Faini: Biografia, Età, Carriera, Tatuaggi e Instagram | Chiecosa. In: ChieCosa.it. 29. Januar 2022, abgerufen am 25. Februar 2022 (italienisch).
4. 1 2  Dario Faini. In: Festival di Castrocaro. Nove Eventi, abgerufen am 24. Januar 2019 (italienisch).
5. ↑  Biography — Dardust Official. Abgerufen am 10. Februar 2019 (italienisch).

| Personendaten    | Personendaten             |
| ---------------- | ------------------------- |
| NAME             | Faini, Dario              |
| ALTERNATIVNAMEN  | Dust, Dario; Dardust; DRD |
| KURZBESCHREIBUNG | italienischer Musiker     |
| GEBURTSDATUM     | 17. März 1976             |
| GEBURTSORT       | Ascoli Piceno             |